# Галайденко Левко
Левко Галайденко (10 жовтня 1895 — † 28 серпня 1941) — козак Армії УНР.

## Біографія
Козак 1-ї сотні полку Чорних запорожців. Військовий інвалід, лицар Залізного хреста. В армії УНР були два брати Галайденка, козаки полку Чорних запорожців Нестор і Степан.
Помер і похований у Варшаві на цвинтарі Воля.